# Equisetum variegatum
Equisetum variegatum és una espècie planta vascular sense llavors, de la família de les equisetàcies, present al Pirineus.

## Descripció
És un geòfit de tiges simples, sense ramificacions de fins a 40 cm, aquestes tiges solen tenir menys de 10 costelles. Els estomes se situen a cada una de les valls que forma cada costella. Les beines dels segments de la tija són eixamplades per la part superior, vers i amb un marge negre a la part superior. Els estròbils surten a la part apical de la tija, tenen forma mucronada i poden arribar als 1,5 cm.

## Distribució i hàbitat
El seu hàbitat són sòls humits i torbosos prop de fonts o reguers d'aigua freda de muntanyes de litologia calcària d'entre 1250 i 2500 m. Es distribueix per zones temperades de l'Nord. A la península Ibèrica creix al Pirineu i a la Serralada Cantàbrica, està descrita a les províncies de Lleida, Osca, Oviedo i Lleó.